# Torta paesana
La torta paesana (« gâteau de village », connu aussi sous le nom de « gâteau noir, gâteau au lait, gâteau au pain » ou « michelacc ») est un gâteau de la cuisine lombarde, notamment de la Brianza. Ses principaux ingrédients sont le pain rassis, le lait et le cacao, souvent enrichis de biscuits, d'amaretti, de sucre, de pignons de pin, de raisins secs, d'orange et de cédrat confits et aromatisés à l'anis vert. Gâteau traditionnel, sans recette codifiée, il présente un grand nombre de variantes. Il est fait maison ou vendu en boulangerie à l'automne, pour les fêtes locales ou les fêtes religieuses.